# Albert Jasson
Albert Jasson est un architecte français, né à Bordeaux le 2 août 1849 et mort à Nancy le 18 avril 1923.

## Réalisations
Parmi les réalisations d'Albert Jasson, on trouve
à Nancy
- Les galeries Poirel composées d'une salle de concert, d'une galerie d'exposition et d'un conservatoire de musique.
- École Charlemagne
- Lycée Jeanne d'Arc[3]
- Château de Montaigu (Meurthe-et-Moselle), rénovations/reconstructions vers 1890.

autres lieux
- Moyeuvre-Grande, L'usine métallurgique Notre-Dame-de-Franchepré.
- Jœuf, château de Brouchetière pour Henri de Wendel en 1895
- Verdun, Socle du monument Maginot[4]

## Iconographie
- Nancy, Musée des Beaux-Arts, Portrait de M. Albert Jasson, 1911, par Émile Friant, don[5] de Mme Sophie Rousseau-Jasson, arrière-petite-fille du modèle.